# Мавпа-бодгісаттва
Мавпа-бодгісаттва (ཕ་སྤྲེལ་རྒན་བྱང་ཆུབ་སེམས་པ་ тиб. Пхатрелген джанчхупсемпа, букв. батько-мавпа-бодгісаттва) — у тибетській традиційній історіографії — першопредок тибетців.

## Легенда
У давнину в Тибеті жили тільки демони і демониці. Щоб заселити країну людьми і зробити її оплотом вчення Будди, бодгісаттва Авалокітешвара (за іншою версією — його учень) прийняв вигляд мавпи і став чоловіком однієї з цих демониць. Від цього шлюбу і пішли тибетці.